# Scopula mudrica
Scopula mudrica là một loài bướm đêm trong họ Geometridae.